# Goldenes Thronjubiläum von Elisabeth II.

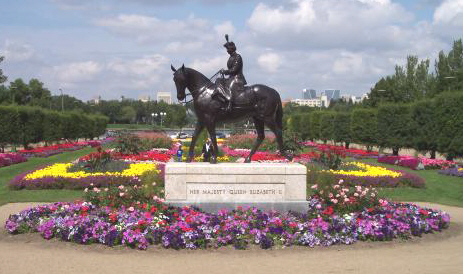
Reiterstatue von Elisabeth II. in Regina (Saskatchewan), anlässlich des 50. Thronjubiläums erschaffen

Das Goldene Thronjubiläum von Elisabeth II. (engl. Golden Jubilee) war im Jahr 2002 das 50. Jubiläum der Thronbesteigung der britischen Königin Elisabeth II. Mit den internationalen Feierlichkeiten strebte die Königin danach, einerseits der fünf Jahrzehnte als Monarchin verschiedener Commonwealth Realms zu gedenken, andererseits sich offiziell und persönlich für die Unterstützung und Loyalität während ihrer Herrschaft zu bedanken. Nach dem Tod ihrer Schwester Margaret und ihrer Mutter Queen Elizabeth The Queen Mother zu Beginn des Jahres gab es Spekulationen seitens der Medien, dass das Jubiläum ein Misserfolg sein werde. Die zahlreichen Festivitäten gingen jedoch wie geplant vonstatten, mit dem Golden Jubilee Weekend in London Anfang Juni als Höhepunkt. Die Königin besuchte mit ihrem Ehemann Philip, Duke of Edinburgh mehrere Commonwealth Realms und legte dabei über 64.000 Kilometer zurück. Zahlreiche Sehenswürdigkeiten, Parks, Gebäude und dergleichen wurden zu Ehren des goldenen Jubiläums benannt.

## In den Commonwealth Realms

### Jamaika
Die ersten offiziellen Anlässe im Zusammenhang mit dem goldenen Thronjubiläum fanden in Jamaika statt. Dieses Land, dessen Staatsoberhaupt Elisabeth seit 1952 war, feierte im selben Jahr den 40. Jahrestag der Unabhängigkeit. Die Königin kam dort am 18. Februar 2002 an, neun Tage nach dem Tod ihrer Schwester, Prinzessin Margaret, Countess of Snowdon. Sie traf zunächst in Montego Bay ein und reiste weiter nach Kingston. Trotz gewisser antiroyaler Stimmung, die damals in dem Land herrschte, wurden die Königin und der Duke of Edinburgh von den Jamaikanern „enthusiastisch empfangen“; in einer Meinungsumfrage sagten 57 % der Befragten, der Besuch sei wichtig für das Land. Große Menschenmengen kamen, um die Königin zu sehen; es gab aber auch kleinere Proteste von Rastafari, die Wiedergutmachung für die Sklaverei und ihre Rückführung nach Afrika forderten. Beim offiziellen Empfang im King’s House, der Residenz des Generalgouverneurs, traf sie jamaikanische Veteranen des Ersten Weltkriegs. Sie hielt eine Rede vor dem jamaikanischen Parlament und besuchte das Armenviertel Trenchtown. Die Reise endete mit einem kleinen Zwischenfall: Beim Abschlussbankett hüllte ein Stromausfall das King’s House in Dunkelheit; Elisabeth bezeichnete dieses Ereignis als „unvergesslich“.

### Neuseeland
Nach dem Besuch in Jamaika reiste die Königin weiter nach Neuseeland, mit Aufenthalten in Auckland, Taupō, Christchurch und Wellington. Sie und der Duke of Edinburgh trafen am 22. Februar ein, unmittelbar nachdem Premierministerin Helen Clark in einer Rede gesagt hatte, dass es „unvermeidlich“ sei, dass Neuseeland dereinst eine Republik sein werde. Das Königspaar wurde durch den Generalgouverneur und andere Würdenträger empfangen. Clark war abwesend und zog es vor, zu einem politischen Treffen in Stockholm zu reisen. Das Interesse der Bevölkerung war gering; nur wenige kamen, um sie am Flughafen zu sehen. Bei ihrem Besuch in Auckland wurde etwa 4000 Zuschauer gezählt.

### Australien
Am 27. Februar traf Elisabeth in Australien ein und wurde durch Generalgouverneur Peter Hollingworth empfangen. Hollingworth war damals in eine heftige Kontroverse verwickelt, da er versucht hatte, Vorwürfe des Kindsmissbrauchs in der Anglican Church of Australia zu vertuschen. Aus diesem Grund wurde das Königspaar nicht nur von einigen Tausend Zuschauen begrüßt, sondern auch von Demonstranten, die den Rücktritt des Generalgouverneurs forderten. Elisabeth und Philip unternahmen eine fünftägige Reise durch die Bundesstaaten South Australia und Queensland. Im Coolum Beach nahmen sie am Treffen der Regierungschefs des Commonwealth of Nations teil. Am offiziellen Geburtstag der Königin fanden Dankgottesdienste in Kirchen statt und bei der Residenz des Generalgouverneurs in Canberra wurde ein Freudenfeuer entfacht.

## In Großbritannien
Feierlichkeiten zum goldenen Thronjubiläum von Elisabeth II. fanden zwischen Mai und Juli 2002 im ganzen Vereinigten Königreich statt. Im Vorfeld hatten Medien – allen voran die Zeitung The Guardian – spekuliert, dass das Jubiläum ein Reinfall sein werde. Sie argumentierten, dass die Briten nicht länger an der Monarchie interessiert seien; ein Gefühl der Teilnahmslosigkeit seitens der Bevölkerung schien dies zu bestätigen. Die Prognosen erwiesen sich jedoch als falsch: hunderttausende Briten strömten zu den Festen. Am 4. Juni besuchten über eine Million Menschen eine Parade auf The Mall in London, die als Höhepunkt der Feierlichkeiten galt.
Ein Kommentator der Daily Mail spottete: „Wie die säuerlichen Anti-Royalisten in The Guardian und anderswo verwirrt worden sind. Sie waren überzeugt, dass das Ereignis ein Flop sein werde, dass das Haus Windsor nicht mehr fähig sei, wie in früheren Zeiten die Loyalität zu inspirieren und dass das Konzept der Monarchie in Cool Britannia passé sei.“

### Reisen und Empfänge

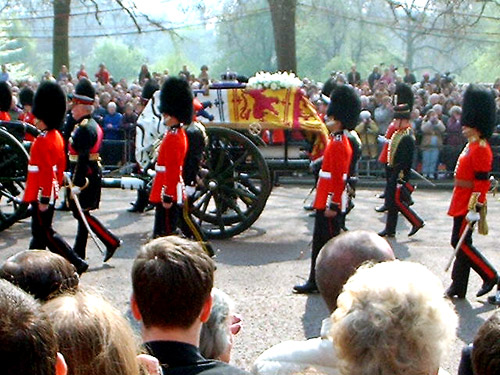
Trauerzug für die Königinmutter

Am 3. März kehrten die Königin und der Duke of Edinburgh aus Australien zurück. Am 30. März starb ihre Mutter im Alter von 101 Jahren. Am 9. April, dem Tag der Beerdigung der Königinmutter, säumten mehr als eine Million Menschen die Straßen bei der Westminster Abbey und auf der 37 km langen Weg zu ihrer letzten Ruhestätte in der St George’s Chapel in Windsor Castle. Trotz des Todesfalls gingen die Planungen im Vereinigten Königreich wie vorgesehen weiter. Startschuss der Feierlichkeiten war ein Bankett in der 10 Downing Street bei Premierminister Tony Blair am 29. April, bei dem alle früheren, noch lebenden Premierminister anwesend waren (John Major, Margaret Thatcher, Edward Heath, James Callaghan). Am nächsten Tag hielt die Königin in der Westminster Hall eine Rede vor beiden Kammern des Parlaments.
Die offiziellen Besuche der Königin und des Duke of Edinburgh durch das Vereinigte Königreich begannen am 1. Mai. Sie reisten durch verschiedene Gegenden Englands und anschließend durch Nordirland. Mitte Mai besuchten sie in London die Chelsea Flower Show, nahmen die Wiedereröffnung der Queen’s Gallery vor und wurden von der Royal Academy of Arts empfangen. Sie setzten ihre Reisen am 23. Mai mit einem sechstägigen Aufenthalt in Schottland fort. Nach dem Golden Jubilee Weekend in London reisten sie drei Tage durch Wales. Im Juli folgten weitere offizielle Besuche im Norden und Osten Englands; unter anderem besichtigten sie das Set der Seifenoper Emmerdale. In Manchester eröffnete die Königin die dort stattfindenden Commonwealth Games 2002. Ende Juli folgten weitere Besuche in Nordengland.
Neben zahlreichen unabhängig veranstalteten Ereignissen anlässlich des Jubiläums stießen insbesondere die von der British Army organisierte Feier im Juni auf Interesse. An einer Parade in Portsmouth nahmen 6000 Soldaten aller drei Teilstreitkräfte teil, zusammen mit 300 Mitgliedern der Leibgarden der Königin. Zum ersten Mal seit Jahrhunderten waren die Honourable Corps of Gentlemen at Arms, die Yeomen of the Guard und Yeoman Warders in einer Parade vereint. Elisabeth war auch Gastgeberin eines Banketts für alle regierenden Monarchen Europas und eines Banketts aller amtierenden Generalgouverneure, ebenso von Gartenpartys beim Buckingham Palace und beim Holyrood Palace, zu denen Personen eingeladen waren, die am Tag ihrer Thronbesteigung am 6. Februar 1952 geboren worden waren. Insgesamt statteten die Königin und der Duke of Edinburgh 38 Grafschaften innerhalb von 50 Tagen einen offiziellen Besuch ab.

### Golden Jubilee Weekend

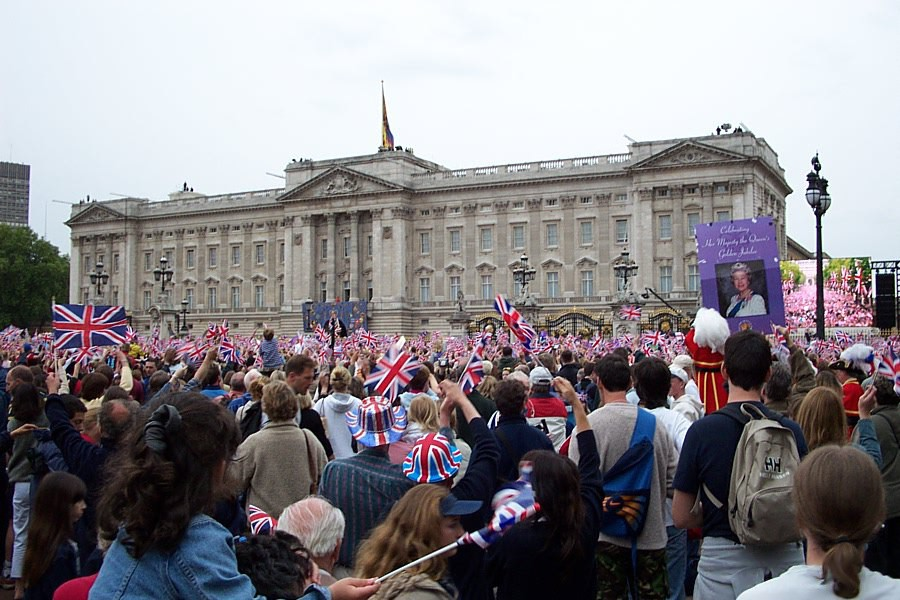
Menschenmenge vor dem Buckingham Palace

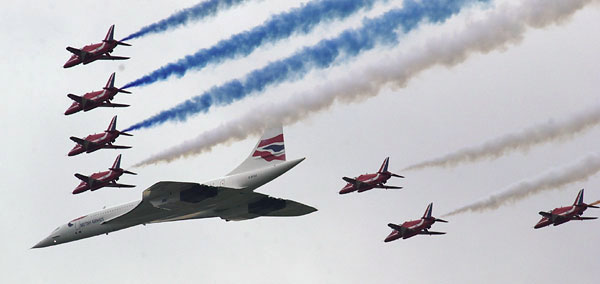
Die Red Arrows und die Concorde überfliegen den Buckingham Palace

Höhepunkt der Feiern zum Thronjubiläum war das Golden Jubilee Weekend vom 1. bis 4. Juni 2002 in London. Am ersten Abend, am Samstag, fand im Garten des Buckingham Palace das Prom at the Palace statt. Vor 12.500 Zuschauern (ausgelost aus zwei Millionen Interessierten) traten das BBC Symphony Orchestra und der BBC Symphony Chorus auf. Zu den Gastsängern gehörten Kiri Te Kanawa, Thomas Allen, Angela Gheorghiu und Roberto Alagna. Am folgenden Tag besuchten die Königin und der Duke of Edinburgh einen Gottesdienst in der St George’s Chapel im Windsor Castle; ihre Familienmitglieder vertraten sie in Swansea, Salisbury und Ayr.
Über Eton und Slough kehrte das Königspaar am 3. Juni nach London zurück. Die Königin gab um 13:00 Uhr den Startschuss zum landesweiten BBC Music Live Festival; in über 200 britischen Städten wurde gleichzeitig der Beatles-Song All You Need Is Love gespielt. Im ganzen Land fanden Straßenfeste statt und am Abend war die Königsfamilie im Garten des Buckingham Palace zu einem weiteren musikalischen Ereignis vereint: Die Party at the Palace präsentierte die Popmusik der vergangenen 50 Jahre, mit Auftritten u. a. von Paul McCartney, Eric Clapton, Joe Cocker, und Phil Collins. Eröffnet wurde das Konzert durch Queen-Gitarrist Brian May, der auf dem Dach des Buckingham Palace stehend die Nationalhymne auf seiner Gitarre spielte. 12.000 Zuschauer verfolgten das Konzert im Garten, eine weitere Million auf The Mall auf Großleinwänden.
Am 4. Juli nahm die gesamte Königsfamilie am nationalen Dankgottesdienst in der St Paul’s Cathedral, zu der sich die Königin in der goldenen Staatskarosse hinbegab. Beim Mittagessen in der Guildhall brachte die Königin in einer Rede ihren Stolz auf die Errungenschaften des Commonwealth zum Ausdruck. Sie wurde mit folgenden Worten zitiert: „Dankbarkeit, Respekt und Stolz; diese drei Worte fassen zusammen, was ich für die Leute in diesem Land und im Commonwealth empfinde – und was dieses goldene Thronjubiläum für mich bedeutet.“ Am frühen Nachmittag folgte die Jubiläumsprozession entlang The Mall; neben Straßenkünstlern gab es zahlreiche dekorierte Festwagen zu sehen, die den britischen Alltag während der Herrschaft Elisabeths illustrierten. Die Parade endete mit 5000 Erwachsenen und Kindern aus allen 54 Staaten des Commonwealth of Nations in ihren jeweiligen Nationaltrachten. Vor über einer Million Zuschauern versammelte sich die Königsfamilie auf dem Balkon des Buckingham Palace, um der Flugparade zuzuschauen. Beteiligt waren alle Flugzeugtypen der Royal Air Force (insgesamt 27), eine Concorde und die Kunstflugstaffel Red Arrows.
Es gab nur einen negativen Zwischenfall im Zusammenhang mit dem Golden Jubilee Weekend, über den die Medien berichteten: Zwei Dutzend Aktivisten der anarchistischen Gruppierung Movement Against the Monarchy wurden während einer Protestkundgebung am 4. Juni verhaftet. Da die Metropolitan Police sie ohne Begründung verhaftet hatte, erhielten sie 2004 nach einer außergerichtlichen Vereinbarung eine finanzielle Entschädigung zugesprochen.

## In Kanada
Während zwölf Tagen im Oktober 2012 reisten die Königin und der Duke of Edinburgh durch Kanada. Erstmals überhaupt führte eine königliche Reise durch das neue Territorium Nunavut. In Iqaluit eröffnete die Königin am 4. Oktober die konstituierende Sitzung der Legislativversammlung von Nunavut. In Victoria schaute sie einer Flugshow der Kunstflugstaffel Snowbirds zu und enthüllte im Parlamentsgebäude ein Glasgemälde. In Vancouver begleitete sie am 6. Oktober Wayne Gretzky zu einem Eishockeyspiel zwischen den Vancouver Canucks und den San Jose Sharks; im General Motors Place warf sie vor 18.000 Zuschauern den zeremoniellen ersten Puck auf das Eis. Es war das erste Mal überhaupt, dass ein Monarch diese Aufgabe übernommen hatte. Auf dem Gelände des Parlamentsgebäudes in Regina enthüllte Elisabeth eine Reiterstatue, die sie und ihr Pferd Burmese darstellt (sie hatte dieses Pferd 1969 von der Royal Canadian Mounted Police geschenkt erhalten). Eine weitere Statue enthüllte sie auf dem Dach des Parlamentsgebäudes in Winnipeg und besuchte eine Vorstellung des Royal Winnipeg Ballet (mit Loreena McKennitt als Gastsängerin).
Am 9. Oktober nahm das Königspaar an einem Festival im Exhibition Place in Toronto teil, auf dem die Errungenschaften der Provinz Ontario der letzten fünf Jahrzehnte präsentiert wurden. Nach einem Ruhetag begaben sie sich nach Hamilton, wo die Königin im Copps Coliseum in ihrer Funktion als Ehrenoberst den Argyll and Sutherland Highlanders of Canada eine neue Regimentsfahne überreichte. Zurück in Toronto, nahmen sie an einer Feier zum 50. Jubiläum der Canadian Broadcasting Corporation teil. Es folgte ein Galakonzert in der Roy Thomson Hall, wo unter anderem Oscar Peterson, der Cirque du Soleil und The Tragically Hip auftraten. Weiter ging es über Fredericton und Sussex nach Moncton; dort eröffnete die Königin einen neuen Terminal des Greater Moncton International Airport.
Von der Ostküste flog das Königspaar wieder westwärts zur Hauptstadt Ottawa. Am folgenden Tag, dem 13. Oktober, fand auf dem Parliament Hill eine interreligiöse Dankesfeier vor rund 3500 Anwesenden statt; dort legte die Königin einen Kranz am Grab des unbekannten Soldaten nieder. Am Abend gab es ein Staatsbankett in Kanadas Nationalmuseum für Geschichte und Gesellschaft im benachbarten Gatineau, während der sich die Königin für die Loyalität und die Unterstützung der Kanadier während der letzten 50 Jahre bedankte. Als der Autokonvoi zuvor über den Ottawa River nach Québec gefahren war, riefen etwa hundert Demonstranten der Königin Obszönitäten auf Französisch nach und sie schwenkten Quebecer Flaggen. Es war dies der einzige Protest während der Jubiläumstour durch Kanada. Am letzten Tag, dem 15. Oktober, schaute sie einer Darbietung der Royal Canadian Mounted Police zu. Letzter Programmpunkt war ein Bankett in der Rideau Hall.